# Competiții internaționale de stingere a incendiilor

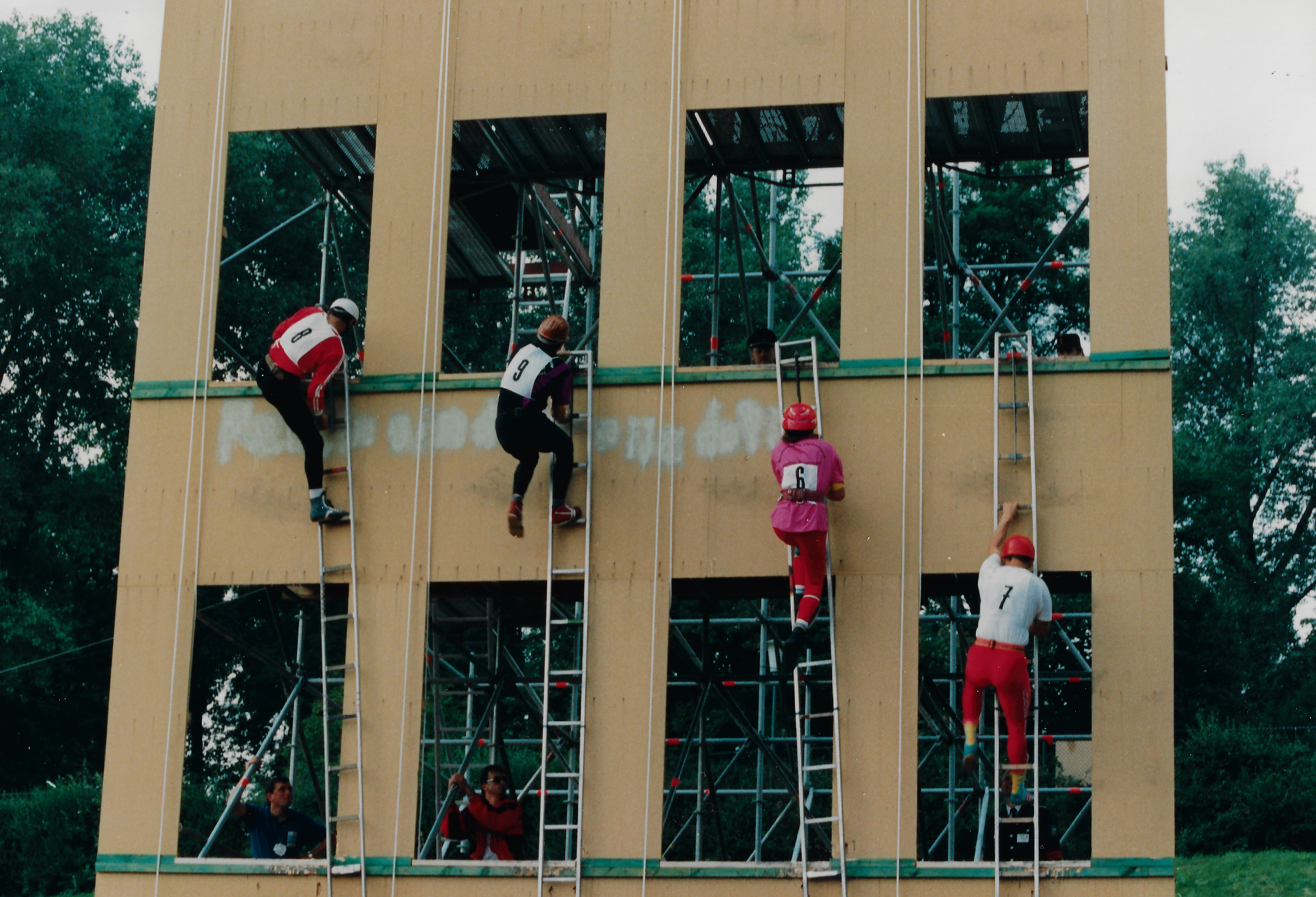
Competiții sportive internaționale de pompieri 1993, Berlin, proba „Scara de fereastră” - pompierii voluntari.

Competiții internaționale de stingere a incendiilor(Olimpiada Pompierilor) cunoscute înainte (Campionatele Mondiale ale Pompierilor) se organizează de Asociația Internațională a Pompierilor (CTIF) la fiecare patru ani din 1961 în diferite locații și sunt cunoscute ca fiind concursuri profesionale. Concursurile Pompierilor la nivel internațional sunt organizate în mod regulat pentru  servicii de pompieri voluntare, profesioniste și elevi(„Tinerii Pompieri”) conform calendarului de concurs. Cu toate acestea în ultimii ani acestea sunt organizate la fiecare doi ani.
Aproape 2900 de participanți din 27 de țări au participat la competițiile de la Villach/Austria în iulie 2017 .

## Istoric
Competiții internaționale de stingere a incendiilor a fost un eveniment contestat la Jocurile Olimpice de vară din 1900 de la Paris, Franța. Au avut loc concursuri atât pentru pompierii profesioniști, cât și voluntari.  La fel ca toate evenimentele organizate la Jocurile din 1900, evenimentul de stingere a incendiilor a fost considerat parte a Campionatelor Mondiale din 1900. Evenimentele de stingere a incendiilor nu au fost clasificate ca fiind oficiale, deși C.O.I. nu a decis niciodată ce evenimente au fost „olimpice”. Nu exista o astfel de desemnare în momentul Jocurilor. Raportul american al Jocurilor din 1900, pregătit de AG Spalding, dedică o pagină întreagă competiției, care a fost câștigată de Kansas City și „faimoasa sa companie de mașini de stingerea a incendiilor.

## Tipuri de competiții

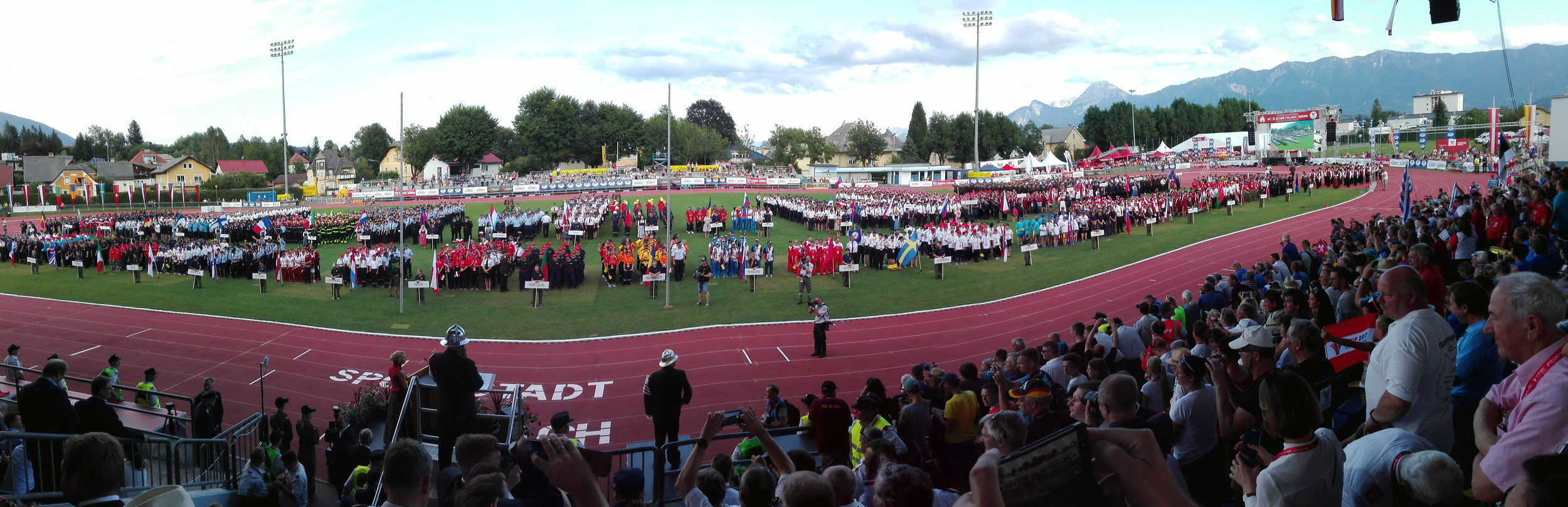
Competiții internaționale de pompieri Villach, Austria, 2017, servicii participante

Tipuri de competiții (concursuri) internaționale, care au fost introduse la intervale de timp în Germania.
- 1961–1969: Competițíi internaționale de pompieri tradiționale;
- 1973–1977: Competiții internaționale de pompieri tradiționale și competiții sportive internaționale de pompieri;
- 1981: Competiții internaționale de pompieri tradiționale și „Competiții internaționale de stingere a incendiilor” (pentru pompierii profesioniști) și „Prietenii pompierilor”;
- din 1985: competiții internaționale de pompieri (tradiționale), concursuri sportive internaționale de pompieri (pentru pompierii profesioniști, pompierii voluntari și „Prietenii pompierilor”)[5]

Competiții internaționale de pompieri tradiționale 

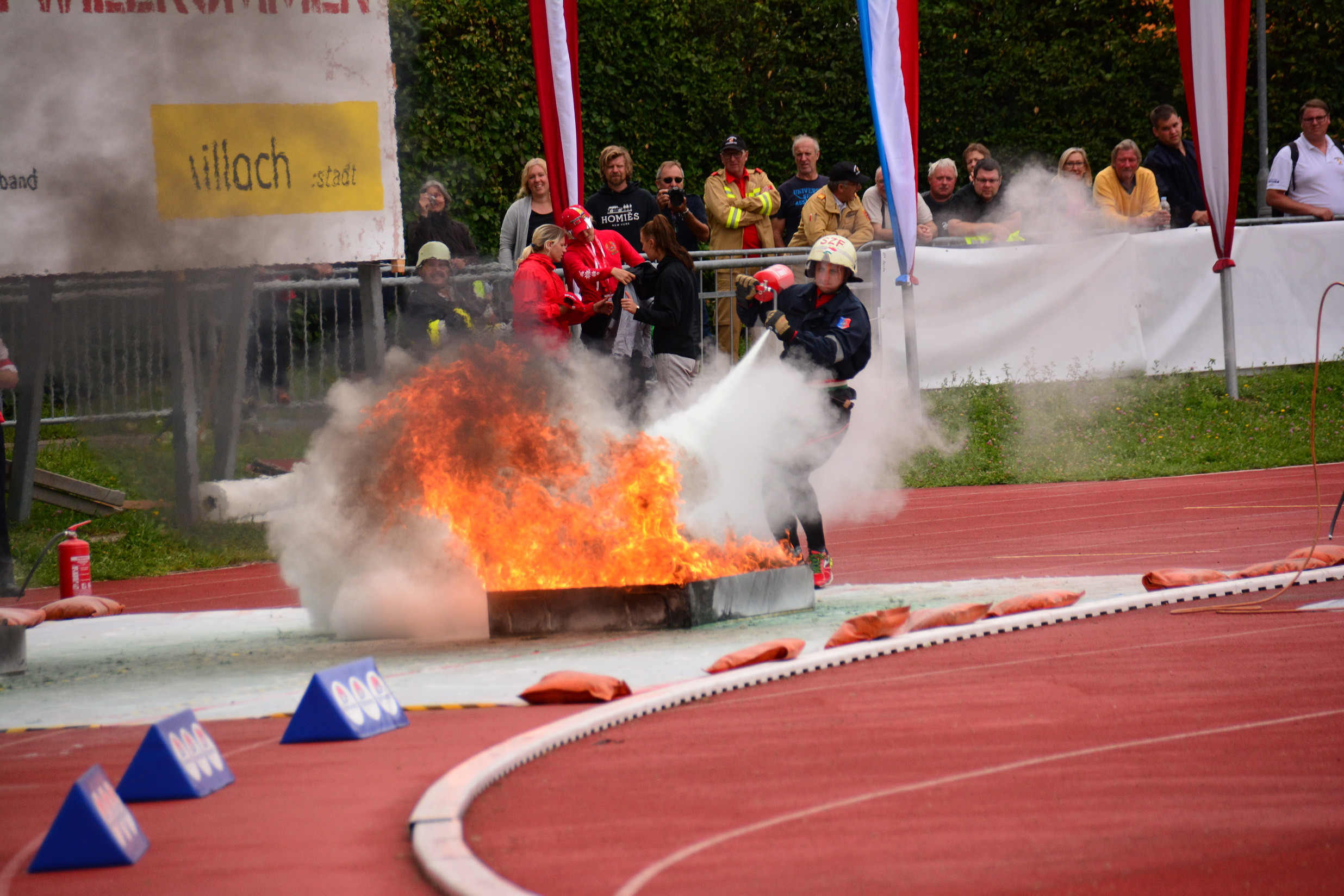
Competițiile internaționale de pompieri Villach, Austria, 2017

Baza competițiilor tradiționale de pompieri introduse în 1961 sunt reglementările de fiecare stat. Acestea sunt împărțite în două discipline care trebuie realizate de echipă.

### Competiții sportive internaționale de stingere a incendiilor (IFS)
Lupta împotriva incendiilor este un sport de performanță care necesită antrenament, rezistență, îndemânare și viteză din partea sportivilor. Disciplinele specifice acestui sport sunt: ștafeta 4 x 100 m, pista cu obstacole pe 100 m, scara de fereastră.
În sporturile de stingere a incendiilor, trebuie făcute distincția între disciplinele de echipă și cele individuale. Disciplinele individuale sunt: pista cu obstacole pe 100 m, scara de fereastră (doar bărbați), disciplinele pe echipe sunt ștafeta 4x100 metri, realizarea dispozitivului de intervenție la motopompă.
În Germania „Competițiile Internaționale Sportive de Luptă împotriva incendiilor” (CTIF) se desfășoară o dată la patru ani, primii trei concurenți din echipă și echipa de ștafetă primesc „Medalia Internațională de Concurs Sportiv al Serviciului de Pompieri”.
Tipuri de competiții (concursuri) internaționale
- Concursuri internaționale sportive pentru pompieri și servicii voluntare și profesioniste;
- Concursuri pompieri tradiționale;
- Concursuri de elevi „Prietenii pompierilor”.

De asemenea, concursurile sunt organizate la nivel local, județean în mod regulat pentru pompieri și elevi (Tinerii Pompieri). Concursurile internaționale sunt organizate la fiecare doi ani conform calendarului CTIF.
Probe concursuri servicii voluntare și private pompieri existente și în România:
- Dispozitivul de intervenție;
- Ștafeta 4 x 100 m;
- Pista cu obstacole pe 100 m;

#### Dispozitivul de intervenție
La comanda start echipa aleargă spre platformă, după realizarea liniei de absorbție din tuburile de absorbție și sorb, aceasta se scufundă în rezervorul cu apă. Doi concurenți realizează linia de distribuție din 3 furtunuri tip B în direcția de atac și se racordează la distribuitor, după care fiecare la distribuitor realizează câte o linie de stingere din două furtunuri tip C și o țeavă de refulare. Șefii de țeavă aleargă spre linia de sosire, lasă țeava în dreptul liniei de atac, astfel încât aceasta să depășească marcajul de 90 m.
Proba se consideră încheiată în momentul în care toată echipa este așezată la linia de sosire în aceeași formație ca cea de la start, iar șeful de echipă a ridicat mâna. 
Materialele folosite în concurs: 1- motopompa remorcabilă, 1- tub de absorție, 1- sorb, 1- rezervor cu apă, 2 - țevi de refulare tip C, 6 – furtunuri de refulare tip B, 2- furtunuri de refulare tip C, 2 – distribuitoare CBC, 3-chei de cuplare CBC.

#### Ștafeta 4 x 100 m
Ștafeta 4 x 100 m  are o lungime de 400 de metri și este împărțită în opt secțiuni egale, fiecare concurent trebuie să treacă peste obstacole. La semnalul de start primul concurent aleargă cu țeava în mână, la fiecare 50 de metri, țeava de refulare tip C este predată de la un concurent la altul în spațiul de predare. De-a lungul probei avem diferite tronsoane pe care trebuie să le treacă. În tronsonul 3 a pistei există o bară de echilibru de șase metri lungime și 60 cm înălțime. În tronsonul șapte există un perete de obstacol înalt de 150 cm. Pe un alt tronson avem un stingător cu ajutorul căreia trebuie să stingem un foc care este într-o tavă cu apă și benzină.

### Concursurile internaționale ale „Prietenilor pompierilor”
Acest tip de competiție a fost introdus de CTIF în 1977 pentru a oferi copiilor și adolescenților (12-16 ani) ai pompierilor posibilitatea de a se compara pe plan internațional. Competițiile pentru tineri au loc la fiecare doi ani.
Grupa de competiție (10 sportivi) începe la două discipline. În exercițiul de obstacole al pompierilor (partea A), grupul îndeplinește mai multe sarcini temporare. Evaluarea se bazează pe timpul și îndeplinirea corectă a sarcinilor. În cursa de 400 de metri a ștafetei cu obstacole, nouă tineri pornesc și folosesc o țeavă de refulare tip C stropesc cu apă indicatorul iar la aprinderea becului se consideră proba gata.Există obstacole de depășit în șase din cele nouă secțiuni ale pistei.
În România Inspectoratele, formațiile de cadeți, cercurile de elevi "Prietenii Pompierilor" participă, cu echipe reprezentative, la concursuri profesionale și sportive internaționale conform calendarului elaborat la nivel central, județean.

## Tabel cu locuri de desfășurare a concursurilor
Până în prezent, s-au desfășurat 21 de Competiții Internaționale ale Prietenilor pompierilor și 16 Olimpiade CTIF.

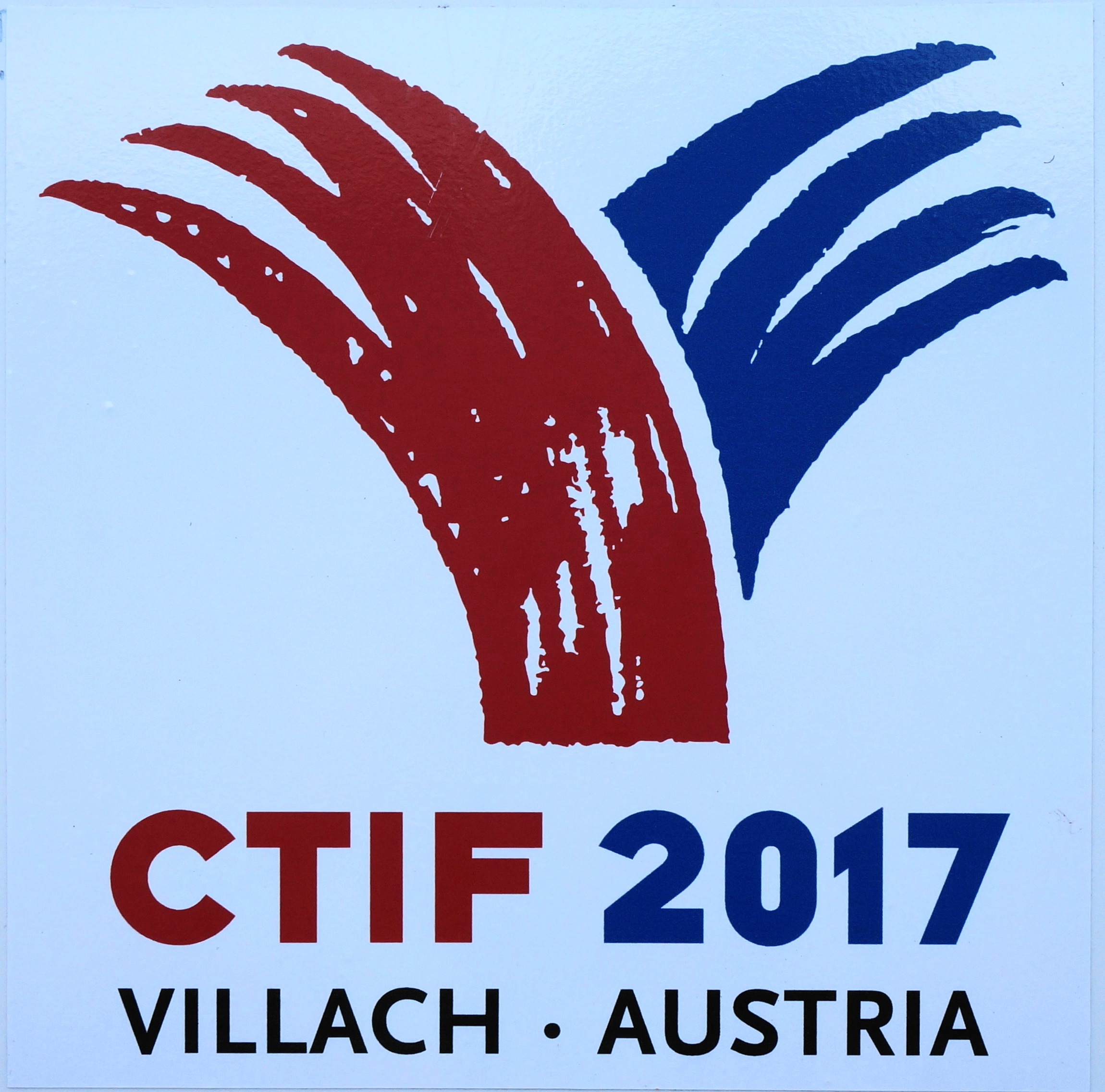
Logo CTIF competiție pompieri Villach, Austria

| Concursuri CTIF | Concursul MDP | An   | Site de competiție, țară           | Data          | Tipul concursului | Numărul de echipe | Numărul de țări |
| --------------- | ------------- | ---- | ---------------------------------- | ------------- | ----------------- | ----------------- | --------------- |
| I.              | –             | 1961 | Bad Godesberg, Germania            | 21–26.07.     | MZSP              | 51                | 11              |
| II.             | –             | 1963 | Mulhouse, Franța                   | 02–08.09.     | MZSP              | 69                | 11              |
| III.            | –             | 1966 | Karlovac, fosta Iugoslavie         | 03–11.09.     | MZSP              | 87                | 13              |
| IV.             | –             | 1969 | Krems an der Donau, Austria        | 01–07.07.     | MZSP              | 104               | 14              |
| V.              | –             | 1973 | Brno, fosta Cehoslovacie           | 09–16.07.     | MZSP, SP          | 116               | 18              |
| VI.             | –             | 1977 | Trento, Italia                     | 31.07.–07.08. | MZSP, SP          | 102               | 18              |
| -               | I.            | 1977 | Ettelbruck, Luxemburg              | 20-24.07.     | ZMDP              | 6                 | 9               |
| -               | II.           | 1979 | Perchtoldsdorf, Austria            | 08-12.08.     | ZMDP              | 15                | 8               |
| VII.            | III.          | 1981 | Böblingen, Germania                | 19–27.07.     | MZSP, SP, ZMDP    | 131               | 18              |
| -               | IV.           | 1983 | Veldhoven, Olanda                  | 24-31.07.     | ZMDP              | 20                | 12              |
| VIII.           | V.            | 1985 | Vöcklabruck, Austria               | 15–21.07.     | MZSP, SP, ZMDP    | 143               | 19              |
| -               | VI.           | 1987 | Havlíčkův Brod, fosta Cehoslovacie | 22-28.07.     | ZMDP              | 26                | 15              |
| IX.             | VII.          | 1989 | Warszawa, Polonia                  | 24–31.07.     | MZSP, SP, ZMDP    | 171               | 20              |
| -               | VIII.         | 1991 | Lappeenranta, Finlanda             | 15-21.07.     | ZMDP              | 28                | 14              |
| X.              | IX.           | 1993 | Berlin, Germania                   | 11–17.07.     | MZSP, SP, ZMDP    | 198               | 23              |
| -               | X.            | 1995 | Arco, Italia                       | 23-29.07.     | ZMDP              | 35                | 18              |
| XI.             | XI.           | 1997 | Herning, Danemarca                 | 06–12.07.     | MZSP, SP, ZMDP    | 211               | 25              |
| -               | XII.          | 1999 | Altkirch, Franța                   | 11-17.07.     | ZMDP              | 38                | 19              |
| XII.            | XIII.         | 2001 | Kuopio, Finlanda                   | 22–28.07.     | MZSP, SP, ZMDP    | 208               | 28              |
| -               | XIV.          | 2003 | Kapfenberg, Austria                | 20-26.07.     | ZMDP              | 43                | 24              |
| XIII.           | XV.           | 2005 | Varaždin, Croația                  | 17–24.07.     | MZSP, SP, ZMDP    | 227               | 31              |
| -               | XVI.          | 2007 | Revinge, Suedia                    | 15–21.07.     | ZMDP              | 47                | 23              |
| XIV.            | XVII.         | 2009 | Ostrava, Cehia                     | 19–26.07.     | MZSP, SP, ZMDP    | 232               | 28              |
| -               | XVIII.        | 2011 | Kočevje, Słovenia                  | 17–24.07.     | ZMDP              | 44                | 20              |
| XV.             | XIX.          | 2013 | Mulhouse, Franța                   | 14–21.07.     | MZSP, SP, ZMDP    | 223               | 25              |
| -               | XX.           | 2015 | Opole, Polonia                     | 19-26.07.     | ZMDP              | 42                | 23              |
| XVI.            | XXI.          | 2017 | Villach, Austria                   | 09-16.07.     | MZSP, SP, ZMDP    | 236               | 27              |
| -               | XXII.         | 2019 | Martigny, Elveția                  | 14-21.07.     | ZMDP              | 52                | 23              |
| XVII.           | XXIII.        | 2022 | Celje, Słovenia                    | 17-24.07.     | MZSP, SP, ZMDP    | -                 | -               |

- MZSP - Concursuri internațional ale pompierilor profesioniști
- SP - Competiții sportive internaționale de pompieri
- ZMDP - Concursul pe echipe „Prietenii pompierilor”

## Grupuri participante
.

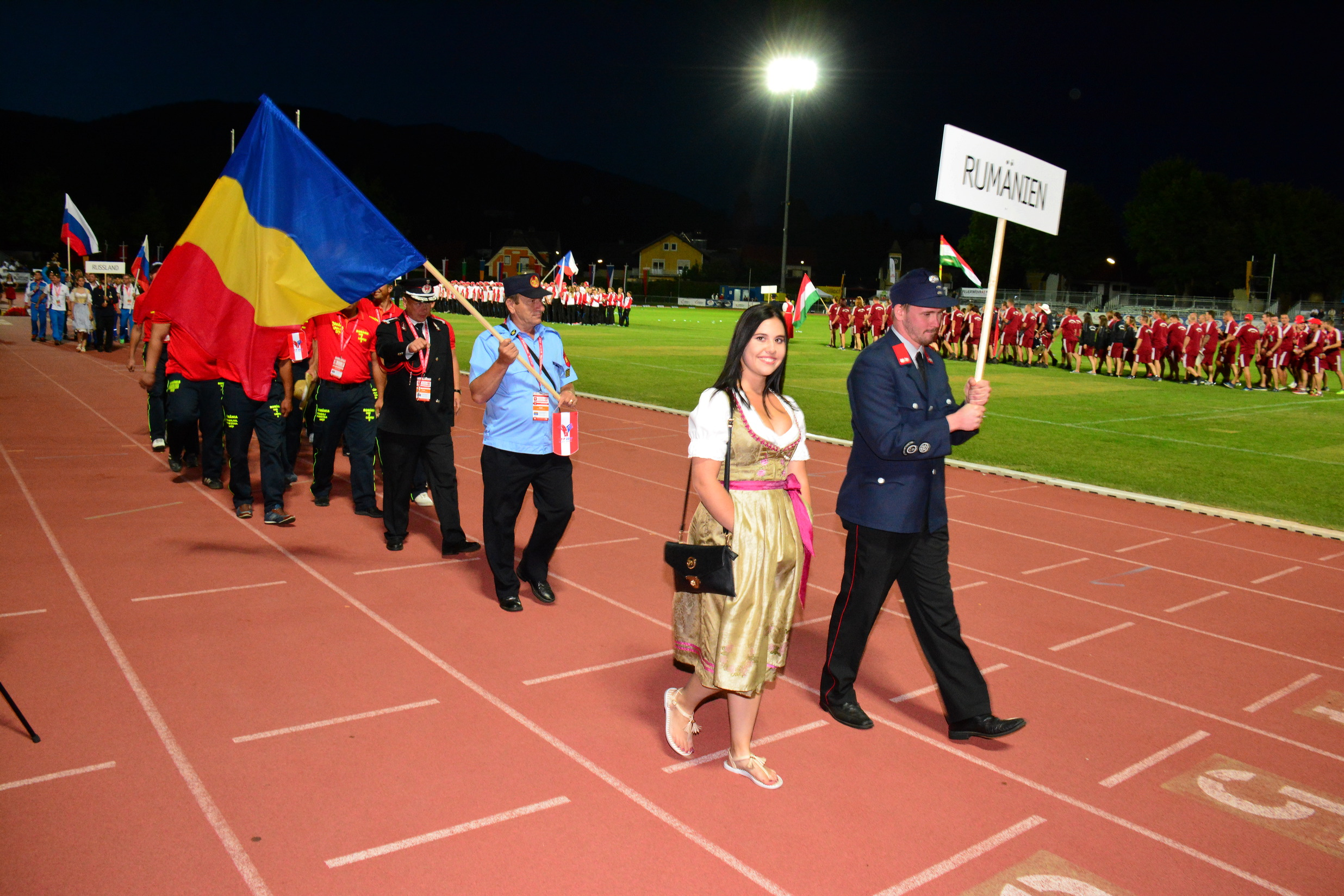
Defilarea delegației de pompieri voluntari din România la competiția internațională de pompieri CTIF, Villach, Austria

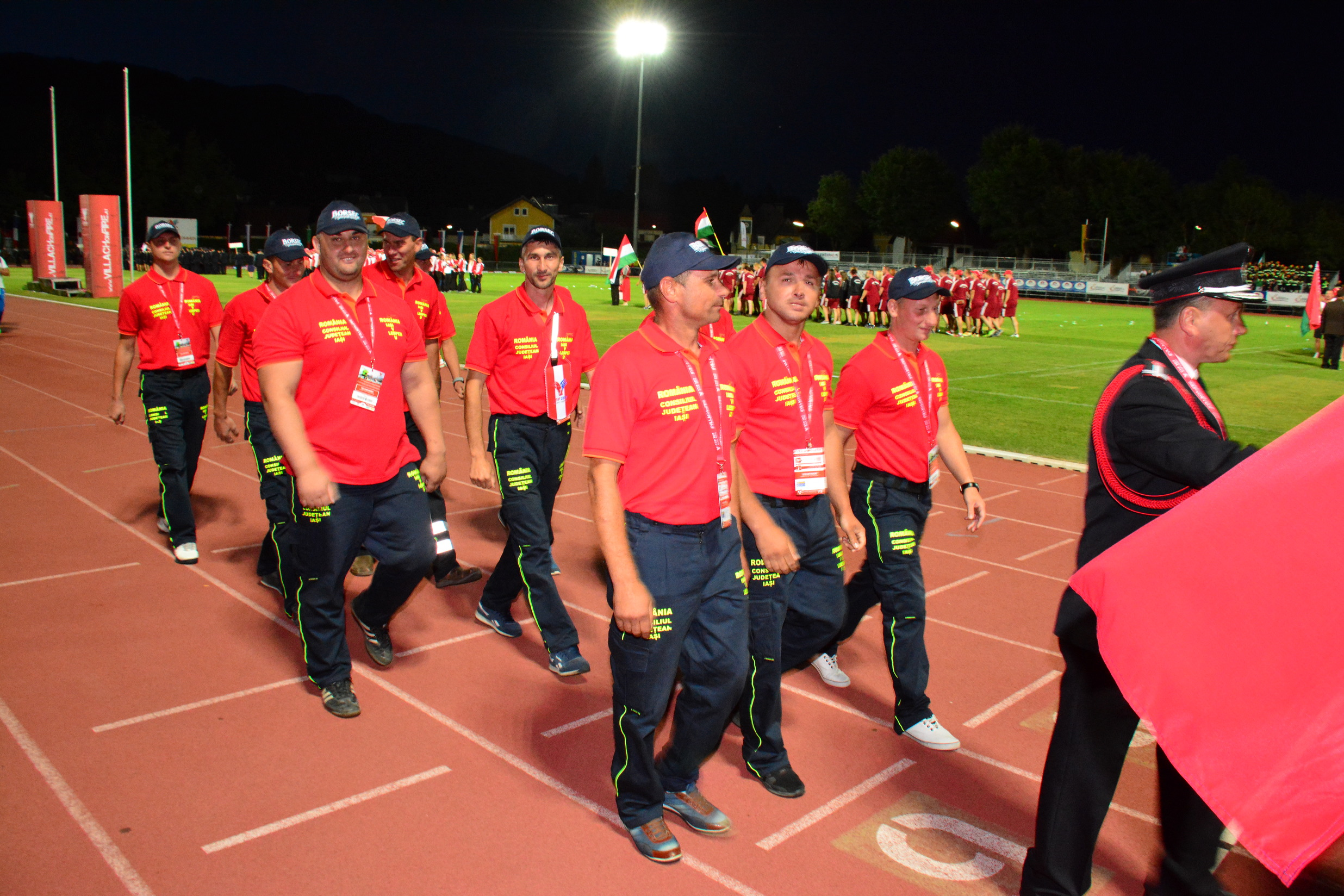
Defilarea delegației de pompieri voluntari din România la competiția internațională de pompieri CTIF, Villach, Austria

În cadrul concursurilor au participat 39 de țări membre ale CTIF și care au dreptul să trimită fiecare un număr limitat de grupuri la competiții. Există o diviziune în pompieri profesioniști , pompieri voluntari și grupuri de femei.
Participări concurs
Lotul României prin I.G.S.U. cu sprijinul după caz a autorităților locale județene și naționale a participat la Olimpiada Pompierilor (Concursurile Internaționale ale Pompierilor) cu un echipaj la Servicii Voluntare de Pompieri(SVSU) și 1-2 loturi după caz „Prietenii pompierilor” și lotul serviciului profesionist de pompieri organizate în următoarele locații astfel:
Servicii Voluntare
- 2013 –Mulhouse – Franța SVSU Giroc, jud. Timiș[10];
- 2015 Opole – Polonia;
- 2017 –Villach – Austria SVSU Lespezi, jud. Iași[11].
- 2022 Slovenia - Celje, SVSU Săbăoani, jud. Neamț[12].

Prietenii Pompierilor

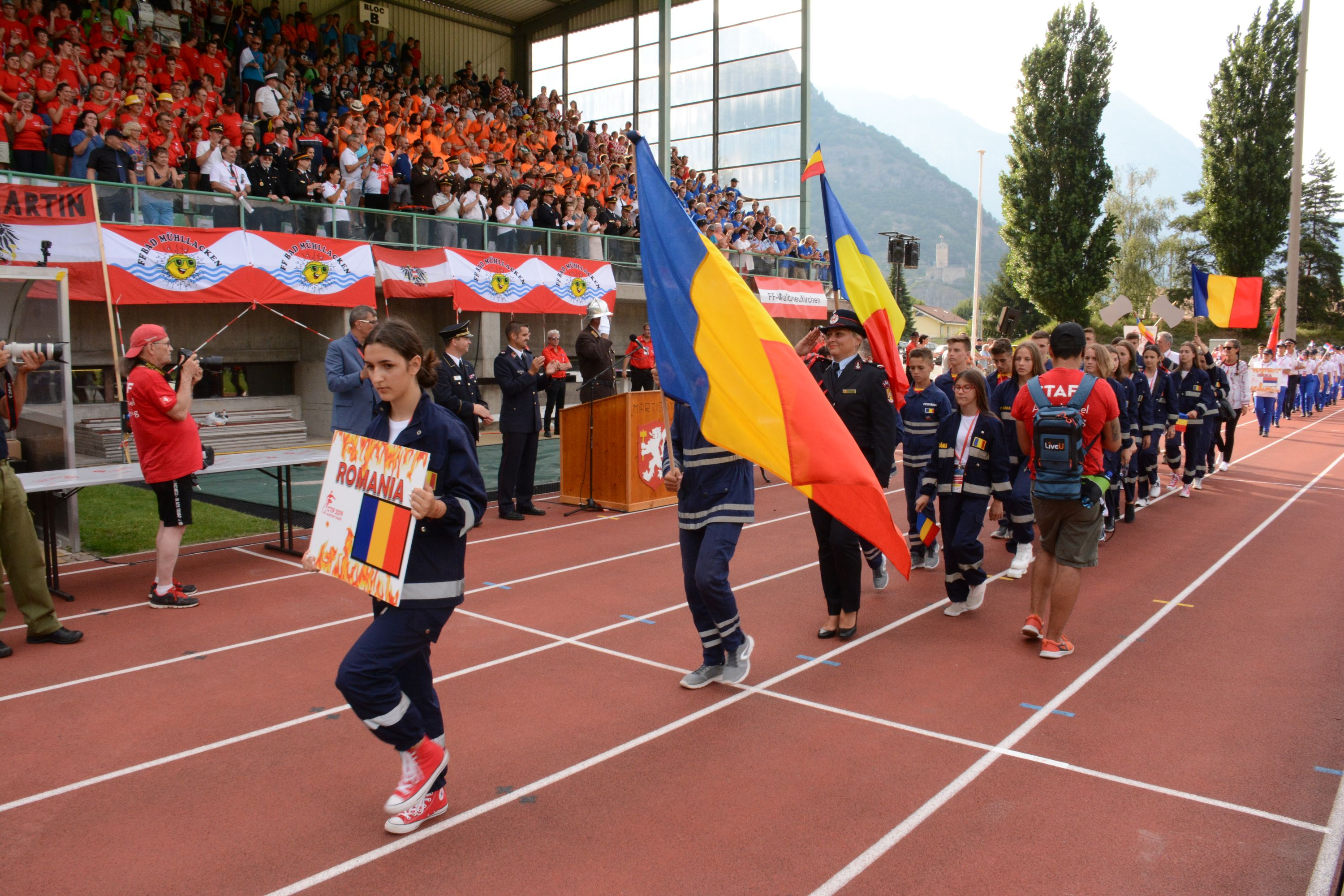
Ceremonia de decernare a premiilor, lotul României la Concursurile internaționale din Martigny, Elveția, 2019

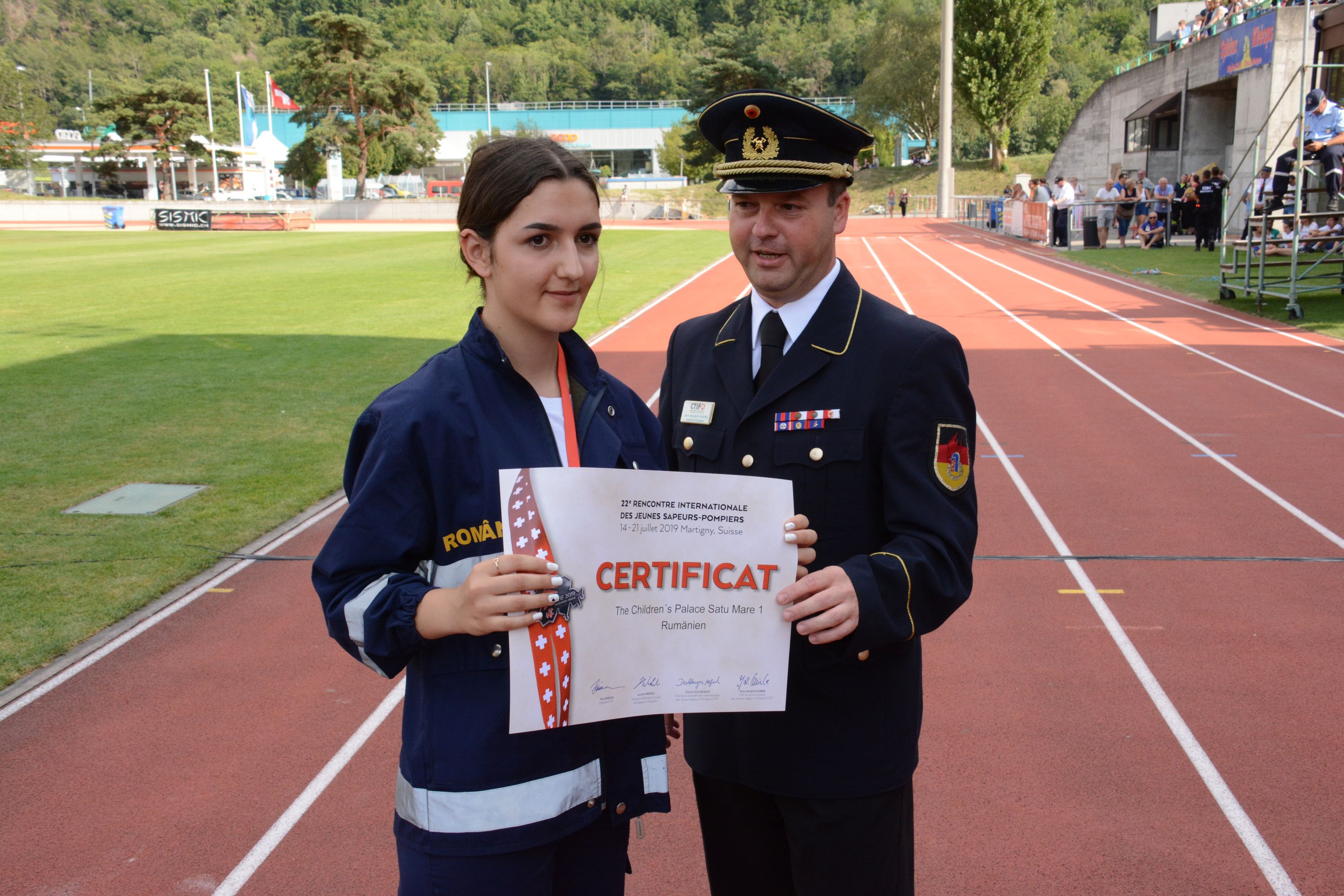
Premierea lotului României la Concursurile internaționale ”Prietenii pompierilor„ din Martigny, Elveția, 2019

- 2005 –Varazdin – Croația cele două echipaje unul de fete și unul de băieți din municipiul Satu Mare[13];
- 2009 Ostrova – Cehia, Școala Generală nr. 7 Satu Mare și Palatul Copiilor Satu Mare)[14];
- 2011 Kocevje – Slovenia;
- 2013 Mulhouse – Franța, două echipaje elevi unul de băieți și unul fete Palatul Copiilor – Satu Mare[15];
- 2015 – Opole – Polonia;
- 2017 – Villach – Austria, Școala gimnazială „Ieremia Irimescu” Brusturi – echipaj băieți și  Clubul Copiilor Satu Mare – echipaj fete [16];
- 2019 -Elveția - Martigny, Școala Gimnazială „Ieremia Irimescu” din comuna Brusturi, jud. Neamț[17].
- 2022 Slovenia - Celje, Școala Gimnazială loc. Girov, jud. Neamț - echipa de băieți si Liceul „Gheorghe Surdu” din localitatea Brezoi, jud. Vâlcea - echipa de fete[12];

Servicii profesioniste
- 2022 Slovenia - Celje, lotul I.G.S.U.[12].